# 브라이언 호
브라이언 (본명: Brian Ho, 2002년 8월 27일~)는 대한민국의 앰퍼샌드원의 멤버이다.

## 경력
- 2023년 ~ 그룹 앰퍼샌드원 멤버

## 재능
- 피아노를 연주할 수 있다.[17] 또한 기타도 칠 수 있는 것으로 보인다. #

- 한국어, 영어, 프랑스어, 중국어 총 4개 국어를 구사할 수 있다.
  - 캐나다의 공용어는 영어와 프랑스어로, 1학년부터 12학년까지 총 12년 동안 배웠다고 한다. # 현재까지 프랑스어를 사용하는 모습을 많이 보이진 않았으나 버스 광고 인증 날에 프랑스어로도 편지를 써서 팬들에게 감사 인사를 전하였다. 또한 위에화즈 무물에서 외국어를 해달라는 요청에 프랑스어로 '보고 싶어. 사랑해(tu me manques. je t’aime).'라고 말하거나 한 팬이 프랑스어로 아주 좋아한다는 말에 자기도 그렇다고 프랑스어로 답했다.
  - 한국어는 날이 갈수록 팬들의 말을 많이 알아듣고 많은 표현을 구사할 수 있게 되감으로써 실력이 나날이 향상하고 있다. 다만 배우는 한국어가 영 심상치가 않은데, 플라워샵에서 최근 배운 한국어는 유승언한테 까비를 배웠다고 하며#, 위에화즈 무물에서는 요즘 배운 한국어가 뭐냐는 질문에 어쩔수 없슈...라고 답했다.
  - 중국어는 15살 무렵에 배우기 시작했으며 간단한 의사소통이 가능하고, 대만식 발음을 구사한다. 다만 주로 영어와 섞어서 구사하며, 후술하겠지만 차이진신의 언급에서 어려운 어휘는 모른다.

## 개요
2023년 11월 15일에 데뷔한 대한민국의 7인조 다국적 보이그룹 앰퍼샌드원의 멤버. 그룹 내에서 보컬을 맡고 있다.